# Poteran (Raas)
Poteran is een bestuurslaag in het regentschap Sumenep van de provincie Oost-Java, Indonesië. Poteran telt 2604 inwoners (volkstelling 2010).